# Psycho
Psycho is een Amerikaanse psychologische  horrorfilm uit 1960, gebaseerd op het gelijknamige boek uit 1959 van Robert Bloch. De film werd geregisseerd door Alfred Hitchcock. Het scenario werd geschreven door Joseph Stefano en blijft in het algemeen vrij trouw aan het boek.
Deze film wordt algemeen als een van de beste films van Hitchcock gezien en als een van de meest effectieve horrorfilms. Psycho bevat een douche-scène die nadien veelvuldig geciteerd werd in andere films.

## Verhaal
De film begint in Phoenix, Arizona. Marion Crane, een jonge vrouw, steelt 40.000 dollar van haar baas om te kunnen trouwen met haar vriend, Sam Loomis. Ze vlucht naar Sams huis. Onderweg ruilt ze haar auto in om de politie op een dwaalspoor te zetten. Een storm dwingt haar om te overnachten in een afgelegen motel. Moteleigenaar Norman Bates wil haar uitnodigen voor een diner in het huis van zijn familie, maar zijn moeder wil hier niets van weten. Daarom brengt Norman Marion haar diner in het motel. Tijdens het diner komt Normans moeder ter sprake. Volgens Marion kan ze beter worden opgenomen in een instelling, maar Norman wil haar niet alleen laten. Die avond wordt Marion, terwijl ze een douche neemt, vermoord door een vrouwelijke figuur. Norman denkt dat zijn moeder achter de moord zit en probeert alle sporen die naar haar kunnen leiden uit te wissen. Hij verstopt Marions lichaam en al haar bezittingen in haar auto en dumpt die in een moeras.
Ondertussen wordt Sam gebeld door Marions zus Lila en ook door Milton Arbogast, een detective die is ingehuurd door Marions baas om het gestolen geld terug te vinden. Arbogast traceert Marions spoor tot aan het motel waar hij Norman ondervraagt. Die probeert tevergeefs te doen alsof Marion maar één nacht is gebleven en nadien weer is vertrokken. Arbogast wil ook Normans moeder ondervragen, maar Norman weigert, omdat ze volgens hem ziek is. Kort nadat Arbogast Lila telefonisch op de hoogte gebracht heeft van zijn bevindingen, wordt ook hij vermoord. Even later ziet men Norman aan zijn moeder vragen of ze zich wil verstoppen in de kelder daar er zeker meer mensen zullen komen om de verdwijningen in het motel te onderzoeken. Ze verwerpt dit idee, dus brengt Norman haar tegen haar wil naar de kelder.
Wanneer Arbogast niets meer van zich laat horen, gaan Sam en Lila naar de hulpsheriff Al Chambers. Deze is verbaasd omdat Normans moeder al tien jaar dood en begraven is. Geschokt gaan Lila en Sam naar het motel waar ze zich voordoen als getrouwd stel. Ze doorzoeken Marions kamer en vinden een stukje papier met daarop de tekst "$40,000". Terwijl Sam Norman afleidt, gaat Lila het huis binnen. Sam verdenkt Norman ervan Marion te hebben vermoord voor het geld en probeert hem dit te laten bekennen waardoor de situatie steeds meer gespannen wordt. Uiteindelijk slaat Norman Sam bewusteloos en haast zich naar het huis. Wanneer Lila Norman ziet aankomen, vlucht ze de kelder in. Daar ontdekt ze een vrouw in een schommelstoel. Het blijkt het gemummificeerde lichaam van Normans moeder te zijn. Even later komt Norman de kelder binnen, gekleed in de kleren van zijn moeder en met een pruik op. Hij valt Lila aan, maar Sam komt net op tijd om haar te redden.
Sam en Lila ontvluchten het motel en bellen de politie, die Norman arresteert. Een psychiater geeft nadien uitleg: Norman lijdt aan een psychose waardoor zijn dode moeder in zijn fantasie bleef voortbestaan en hem tot de moorden aanzette. De psychose veroorzaakt bij hem tevens een gespleten persoonlijkheid, waarbij de tweede persoonlijkheid die van zijn moeder is. Ook komt men meer over Normans verleden te weten: hij had zijn moeder en haar nieuwe geliefde gedood omdat hij het niet kon hebben dat ze met een andere man omging. Daarna heeft hij geprobeerd de misdaad ongedaan te maken door zijn moeder op zijn manier weer “tot leven” te brengen.

## Rolverdeling
| Acteur             | Personage                 |
| ------------------ | ------------------------- |
| Anthony Perkins    | Norman Bates              |
| Janet Leigh        | Marion Crane              |
| Martin Balsam      | Detective Milton Arbogast |
| John Gavin         | Sam Loomis                |
| Vera Miles         | Lila Crane                |
| Simon Oakland      | Dr. Fred Richmond         |
| John McIntire      | Sheriff Al Chambers       |
| Lurene Tuttle      | Mrs. Chambers             |
| Frank Albertson    | Tom Cassidy               |
| Patricia Hitchcock | Caroline                  |
| John Anderson      | California Charlie        |

## Achtergrond

### Productie
Psycho is gebaseerd op de gelijknamige roman van Robert Bloch, die op zijn beurt weer gebaseerd is op de zaak van Ed Gein, een veroordeelde seriemoordenaar uit Wisconsin. Peggy Robertson, een assistent van Alfred Hitchcock, bracht de roman onder zijn aandacht nadat ze een recensie ervan in de krant had gelezen. Hitchcocks thuisstudio verwierp het idee om het boek te verfilmen, maar Hitchcock kocht desondanks de filmrechten op het boek. Hij wilde de film onder andere maken om bij te komen van twee eerdere mislukte filmprojecten: Flamingo Feather en No Bail for the Judge.
Hitchcock kreeg van Paramount niet het budget dat hij voor zijn vorige films had gekregen. Daarom liet hij de film goedkoop en zo snel mogelijk opnemen, gelijk aan een aflevering van zijn televisieserie Alfred Hitchcock Presents. Hij huurde zelfs de crew van die serie in om mee te helpen aan de film. Hij financierde de film persoonlijk.
De film werd geproduceerd in Revue Studios, tegen een budget van $806.947,55. Opnames vonden plaats van 11 november 1959 tot 1 februari 1960.
Het productieproces werd in 2012 verfilmd en in dat najaar uitgebracht als Hitchcock, met Anthony Hopkins als Hitchcock, Scarlett Johansson als Janet Leigh, James D'Arcy als Anthony Perkins en Jessica Biel als Vera Miles.

### Muziek
Hitchcock stond erop dat Bernard Herrmann de muziek voor Psycho zou componeren, ondanks dat hij Herrmann niet het bedrag dat hij normaal voor zijn diensten vroeg kon betalen. De muziek die Herrmann componeerde staat bekend als een van de beste soundtracks van een Hitchcock-film. Herrmann maakte de productiekosten voor de muziek lager door de muziek uitsluitend te componeren voor een strijkorkest in plaats van een compleet orkest.

### Ontvangst
Eerste reacties van critici op de film waren gemengd, maar het grote publiek reageerde positief. De film brak opbrengstrecords in de Verenigde Staten, Canada, Azië, Japan, Frankrijk, het Verenigd Koninkrijk en Zuid-Amerika. Het werd een van de succesvolste zwart-witfilms ooit.
Hedendaags wordt Psycho beschouwd als de beste film uit Hitchcocks oeuvre. De regisseur uitte zijn tevredenheid over de angst die de film opriep bij het publiek, maar stelde in een interview met BBC uit 1964 dat men de bioscoopzaal "giechelend" zou moeten verlaten: "Ik vond het verhaal vooral amusant. De hele film was voor mij een grote grap. Ik was geschokt toen ik merkte dat mensen het allemaal heel serieus namen."

### Nasleep voor de acteurs
Het succes van Psycho maakte van Anthony Perkins in een klap een bekend acteur. Hij begon echter al snel last te krijgen van typecasting.
Leigh kreeg na uitkomst van de film jarenlang geregeld brieven en soms telefoontjes waarin anonieme mensen haar vertelden wat zij graag zouden doen met Marion Crane. Een van deze brieven was dermate bedreigend opgezet dat ze de Federal Bureau of Investigation (FBI) inhuurde. Deze meldde haar later dat de dader was gevonden.

### Vervolgen
Psycho kreeg drie officiële vervolgen, welke geen van allen door Hitchcock zijn geregisseerd. Anders dan het origineel, zijn deze alle drie in kleur. Hoofdrolspeler Perkins keert in alle delen terug als Norman Bates.
- Psycho II (1983)
- Psycho III (1986)
- Psycho IV: The Beginning (1990)

In 1998 kwam een nieuwe versie van Psycho van de hand van Gus Van Sant uit, ook Psycho genaamd. Hoewel Van Sant een vrijwel exacte kopie van de versie van Hitchcock maakte (met andere acteurs), waren de reacties op zijn versie gemengd. De film kreeg een Golden Raspberry Award.

## Prijzen en nominaties
| Prijs                                           | Categorie                                              | Naam                                                      | Resultaat   |
| ----------------------------------------------- | ------------------------------------------------------ | --------------------------------------------------------- | ----------- |
| Academy Award                                   | Beste regisseur                                        | Alfred Hitchcock                                          | Genomineerd |
| Academy Award                                   | Beste vrouwelijke bijrol                               | Janet Leigh                                               | Genomineerd |
| Academy Award                                   | Beste cinematografie                                   | John L. Russell                                           | Genomineerd |
| Academy Award                                   | Beste artdirection                                     | Joseph Hurley, Robert Clatworthy, George Milo             | Genomineerd |
| Directors Guild of America Award                | Outstanding Directorial Achievement in Motion Pictures | Alfred Hitchcock                                          | Genomineerd |
| Edgar Allan Poe Award                           | Beste film                                             | Joseph Stefano (scenarioschrijver), Robert Bloch (auteur) | Gewonnen    |
| International Board of Motion Picture Reviewers | Beste Acteur                                           | Anthony Perkins                                           | Gelijkspel  |
| Golden Globe                                    | Beste vrouwelijke bijrol                               | Janet Leigh                                               | Gewonnen    |
| Writers Guild of America Award                  | Best Written American Drama                            | Joseph Stefano                                            | Genomineerd |

In 1992 werd de film opgenomen in het National Film Registry.
| Lijst                                  | Jaar | Positie | Notities                             |
| -------------------------------------- | ---- | ------- | ------------------------------------ |
| AFI's 100 Years... 100 Movies          | 1998 | #18     |                                      |
| AFI's 100 Years... 100 Thrills         | 2001 | #1      |                                      |
| AFI 100 jaar... 100 helden en schurken | 2003 | #2      | Norman Bates (schurk)                |
| AFI's 100 Years... 100 Movie Quotes    | 2005 | #56     | "A boy's best friend is his mother." |
| AFI's 100 Years of Film Scores         | 2005 | #4      |                                      |
| AFI's 100 Years... 100 Movies          | 2007 | #14     |                                      |